# IC 2388
IC 2388 ist eine Spiralgalaxie vom Hubble-Typ S im Sternbild Krebs auf der Ekliptik. Sie ist schätzungsweise 434 Millionen Lichtjahre von der Milchstraße entfernt und hat einen Durchmesser von etwa 50.000 Lj. 

Im selben Himmelsareal befinden sich u. a. die Galaxien NGC 2624, NGC 2625, NGC 2637, IC 2390.
Das Objekt wurde von Edward Emerson Barnard  entdeckt.